# Trenngrenze

Trenngrenze

Die Trenngrenze {\displaystyle Q_{\text{trenn}}} (auch {\displaystyle Q_{2}}) ist diejenige Durchflussmenge bei einem Wasserzähler, welche die Grenze zwischen dem unteren und dem oberen Belastungsbereich darstellt.
Die Eichfehlergrenze bzw. Verkehrsfehlergrenze bei Durchflüssen unterhalb der Trenngrenze ({\displaystyle Q_{\text{min}}} bis {\displaystyle Q_{\text{trenn}}}) ist größer als die Fehlergrenzen im oberen Belastungsbereich ({\displaystyle Q_{\text{trenn}}} bis {\displaystyle Q_{\text{max}}}). (z. B. ±5 % und ±2 %)
Bei Durchflüssen im Bereich der Trenngrenze findet meist auch der Übergang von der laminaren zur turbulenten Strömung statt.